# Gunnar Södergren
Stig Gunnar Södergren, född 3 december 1920, död 4 april 1985, var en svensk fotbollsspelare och journalist. Södergren, hade tidigare (före 2016) rekordet som den spelaren som har spelat för flest olika lag i Allsvenskan med fem, ett rekord han sedermera kom att dela med flera spelare. Dock kan även noteras Södergren under karriären spelat för hela nio olika lag som något tillfälle har spelat i Allsvenskan. Därav kom hans ena smeknamn "Hoppjerkan".

## Karriär
Södergren började i AIK som junior och kom via AIK:s B-lag till Allsvenskan. Den allsvenska debuten spelade han den 10 maj 1942 i en bortamatch mot Landskrona BoIS (1–1). Det blev totalt 14 matcher debutsäsongen i Allsvenskan innan han lämnade AIK för att spela med Hammarby i Div II under 1943. Men efter endast en säsong var Gunnar åter i AIK och gjorde 1944–1947 18 allsvenska matcher och 4 mål. Efter andra sejouren i AIK spenderade Gunnar endast ett år i varje lag och betade i rask takt av IFK Eskilstuna (1947/1948), Djurgårdens IF (1948/1949), Kalmar FF (1949/1950), Hälsingborgs IF (1950/1951), Råå IF (1951/1952) och Jönköping Södra IF (1952/1953). De dubbla angivna årtalen är på grund av att säsongerna på den tiden spelades höst–vår istället för som idag vår–höst under samma kalenderår. Kalmar FF:s upplaga anno 1949–1950 var det enda lag där han var någorlunda ordinarie i Allsvenskan. Hos de röda bröderna blev det 17 allsvenska matcher och 4 mål. I Kalmar gick 192 cm långe Södergren under smeknamnet "Lången".

## Spelstil
Södergren var mycket bollteknisk och hade en bolltalang utöver det vanliga, men var lite långsam och släppte ogärna bollen ifrån sig. Södergren ägde även ett starkt huvudspel och var en god speluppläggare. 